# Loxodontomys pikumche
Loxodontomys pikumche är en gnagare i familjen hamsterartade gnagare som förekommer i centra Chile och i angränsande områden av Argentina.
Tre uppmäta hannar och en hona hade en absolut kroppslängd (med svans) av 239 till 270 mm, en svanslängd av 96 till 105 mm och en vikt av 44 till 80 g. Bakfötterna var 25 till 30 mm långa och öronen var 18 till 20 mm stora. Den korta pälsen på ovansidan har en gråaktig färg med inslag av ockra. Även undersidan är täckt av gråaktiga hår med ljusa spetsar. På svansen förekommer bara några glest fördelade hår och den är mörkare på ovansidan. Arten skiljer sig från Loxodontomys micropus i avvikande detaljer av kraniet samt i de genetiska egenskaperna.
Loxodontomys pikumche beskrevs ursprungligen efter en population som hittades i centrala Chile. Året 2009 upptäcktes arten i Argentina. Habitatet utgörs av buskskogar med gräs som undervegetation på högplatå eller i klippiga områden.
För beståndet är inga hot kända. Arten listas av IUCN som livskraftig (LC).